# Port lotniczy Innsbruck

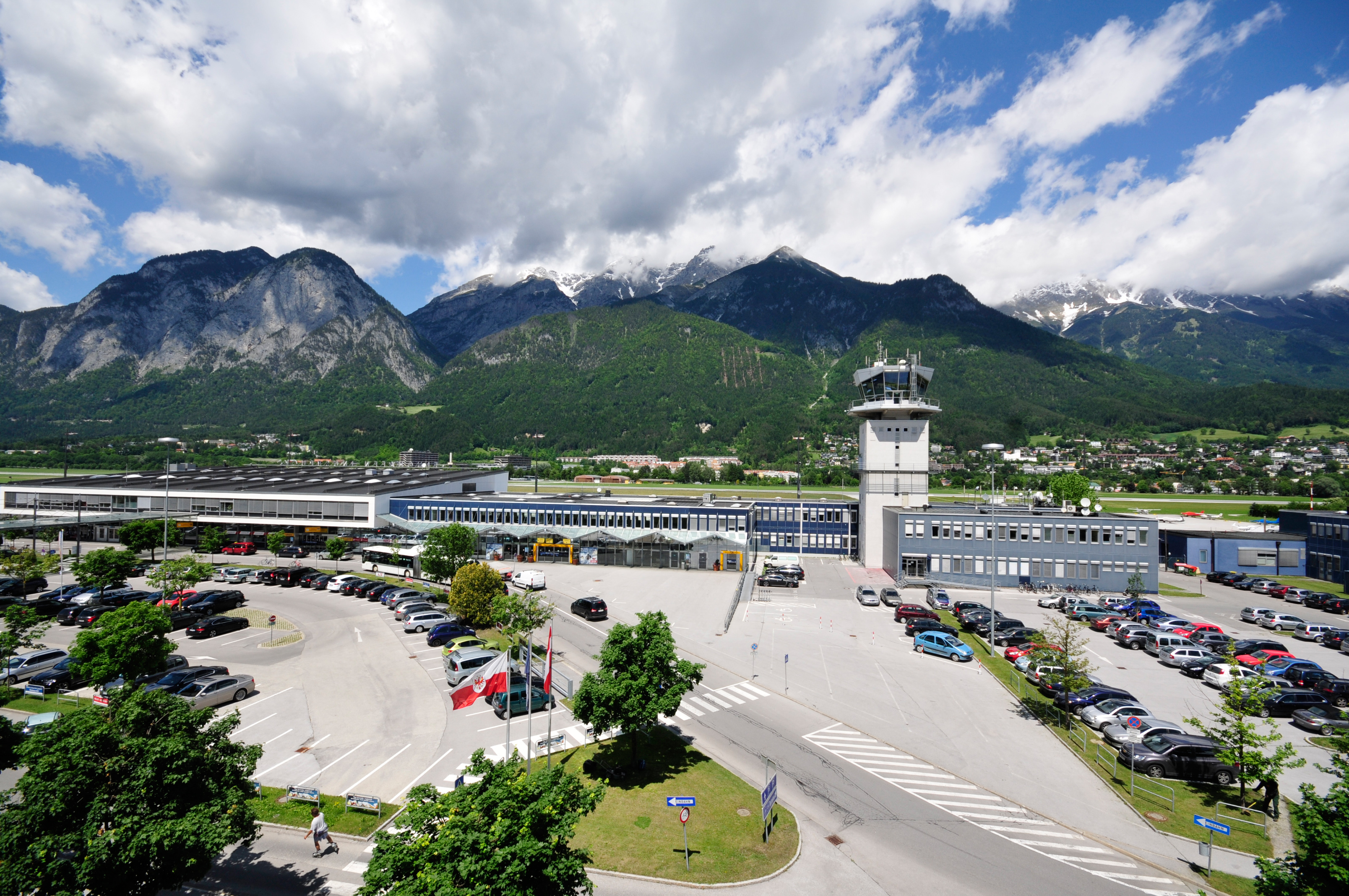
Port lotniczy Innsbruck

Port lotniczy Innsbruck (niem.: Flughafen Innsbruck-Kranebitten, ang.: Innsbruck Kranebitten Airport, kod IATA: INN, kod ICAO: LOWI) – największy port lotniczy Tyrolu i zachodniej Austrii. Położony jest około 4 km od centrum Innsbrucku. W 2008 obsłużył 969 474 pasażerów. Lotnisko jest położone w kotlinie górskiej, co czyni je bardzo trudnym technicznie.

## Linie lotnicze i kierunki lotów
| Linia lotnicza    | Kierunek |
| ----------------- | --- |
| Aegean Airlines   | Sezonowo: 1. Ateny |
| airBaltic         | Sezonowo: 1. Ryga |
| Air Dolomiti      | 1. Frankfurt |
| Air France        | Sezonowo: 1. Paryż-Charles de Gaulle |
| Austrian Airlines | 1. Wiedeń Sezonowo: 1. Amsterdam 2. Berlin 3. Bruksela 4. Kopenhaga 5. Warszawa-Chopin                                                                   |
| Avanti Air        | Sezonowe czartery: 1. Calvi |
| British Airways   | Sezonowo: 1. Londyn-Gatwick 2. Londyn-Heathrow |
| easyJet           | 1. Londyn-Gatwick Sezonowo: 1. Birmingham 2. Bristol 3. Londyn-Luton 4. Manchester                                                                       |
| Eurowings         | Sezonowo: 1. Hamburg 2. Karpatos 3. Kos 4. Lamezia Terme 5. Sztokholm-Arlanda Sezonowe czartery: 1. Heraklion 2. Kopenhaga 3. Palma de Mallorca 4. Rodos |
| Iberia            | Sezonowo: 1. Madryt |
| Icelandair        | Sezonowo: 1. Reykiavik |
| Jet2.com          | Sezonowo: 1. Birmingham 2. Bristol 3. Edynburg 4. Manchester                                                                                             |
| LOT               | Sezonowo: 1. Warszawa-Chopin |
| Marathon Airlines | Sezonowe czartery: 1. Cagliari 2. Kalamata 3. Kawala 4. Kefalonia 5. Preweza 6. Saloniki                                                                 |
| SAS               | Sezonowo: 1. Sztokholm-Arlanda |
| Smartwings        | Sezonowo: 1. Split |
| Transavia         | 1. Amsterdam Sezonowo: 1. Bruksela 2. Eindhoven 3. Rotterdam                                                                                             |
| TUI Airways       | Sezonowo: 1. Birmingham 2. Bristol 3. Dublin 4. Edynburg 5. Londyn-Gatwick 6. Londyn-Luton 7. Londyn-Stansted 8. Manchester 9. Newcastle                 |
| TUI fly Belgium   | Sezonowo: 1. Antwerpia |